# Вудфорд, Александр
Сэр Александр Джордж Вудфорд (англ. Sir Alexander George Woodford; 15 июня 1782, Лондон, — 26 августа 1870, там же), британский военачальник, фельдмаршал (1 января 1868).

## Биография
Был старшим сыном подполковника Джона Вудфорда (ум. в 1800) и его второй жены леди Сьюзан (ум. в 1814), старшей дочери Космо Джорджа Гордона (Cosmo Gordon), 3-го герцога Гордона и вдовы Джона Фэйна, 9-го графа Уэстморлэнда.
Вудфорд посещал колледж в Винчестере (Winchester College) в 1794 и Королевскую военную академию в Вулвиче (Royal Military Academy, Woolwich) в 1799. 6 декабря 1794 получил офицерский чин энсина с поступлением в 9-й (Восточнонорфолкский) пехотный полк (9th (the East Norfolk) Regiment of Foot).
15 июля 1795 произведен в лейтенанты, 11 декабря 1799 в капитаны (полк Coldstream Guards), 8 марта 1810 в подполковники, 4 июня 1814 в полковники, (с 25 июля 1814 — 2-й, с 18 января 1820 — 1-й полковой майор, с 25 июля 1821 — полковой подполковник в полку Coldstream Guards), 27 мая 1825 в генерал-майоры, 28 июня 1838 в генерал-лейтенанты, 20 июня 1854 в полные генералы.

### Семья
- Был женат с 1820 года на Шарлотте Мэри Энн (умерла 21 апреля 1870) — дочери Чарльза Генри Фрейзера, британского министра в Гамбурге.
- Его старший сын — преподобный Адольф Фредерик Александр Вудфорд, был известным автором, редактором и исследователем масонства.
- Младший сын — Чарльз Джон Вудфорд (1823—1857) генерал-полковник стрелковой бригады, был убит при осаде г. Канпур во время индийского мятежа 1857 года.

## Награды
- Награждён орденами Бани, Святого Михаила и Святого Георгия 2 степени, Святого Георгия 4 степени (№ 3013; 6 августа 1815) и другими.